# Bienvenue chez les Casagrandes
Bienvenue chez les Loud Bienvenue chez les Loud, le film
Bienvenue chez les Casagrandes (The Casagrandes) est une série télévisée d'animation américaine en 70 épisodes de 22 minutes créée par Michael Rubiner et diffusée entre le 14 octobre 2019 et le 30 septembre 2022 sur Nickelodeon.
Dérivée de la série d'animation Bienvenue chez les Loud, elle est principalement axée sur la famille Casagrande.
En Belgique, la série est diffusée depuis mai 2020 sur Nickelodeon Wallonie, en Suisse depuis le 4 juillet 2020 sur la RTS Un (dans RTS Kids) et en France depuis le 31 août 2020 sur Nickelodeon France et Gulli depuis le 27 août 2021.
Le 17 février 2022, Axios annonce que Nickelodeon arrête la série après la saison 3.

## Synopsis
La famille Casagrande se prépare au fur et à mesure pour permettre à Ronnie Anne et à Bobby de s’adapter à leur nouvelle vie à Great Lakes City, où ils vivent maintenant avec leur grande famille mexico-américaine aimante mais chaotique . Sa meilleure amie Sid et sa famille travaillent au zoo et dans le domaine du train.
Dans cette série, Ronnie Anne se fera de nouveaux amis, nouera des liens plus étroits avec ses proches et explorera les innombrables possibilités offertes par la vie urbaine. Quant à Bobby, il aidera son grand-père, Hector Casagrande, à gérer le magasin de la famille et à se familiariser avec les personnages originaux du quartier.

## Fiche technique
Sauf indication contraire, les informations mentionnées dans cette section peuvent être confirmées par les bases de données cinématographiques IMDb et Allociné,  présentes dans la section « Liens externes ».  auteur : ?
- Titre original : The Casagrandes

Logotype original de la série.

- Titre français : Bienvenue chez les Casagrandes
- Création : Michael Rubiner
- Réalisation : Michael Rubiner, Mike Nordstrom, Miguel Puga,
- Scénario : Alejandro Bien-Willner, Rosemary Contreras, Gloria Shen, Lalo Alcaraz, Richard Goodman, Adeline Colangelo
- Direction artistique : Miguel Gonzalez
- Musique : Germaine Franco, Jonathan Hylander 
  - Thème d'ouverture : Los Casagrandes (les Casagrandes en français) par Ally Brooke
- Production : Karen Malach ; Mike Rubiner (exécutive)
- Société de production : Nickelodeon Productions
- Société de distribution : ViacomCBS Domestic Media Networks
- Pays d'origine :  États-Unis
- Langue originale : Anglais
- Format : couleur - HDTV 1080i - son Dolby Digital 5.1
- Genre : Sitcom d'animation, comédie
- Nombre d'épisodes : 51 (3 saisons)
- Durée : 22 minutes
- Dates de première diffusion : 
  - États-Unis : 14 octobre 2019
- Classification : Tous publics

## Distribution

### Voix originales

#### Personnages principaux
- Izabella Alvarez (en) : Ronalda Anne Santiago dite « Ronnie-Anne »
- Carlos PenaVega : Roberto Alejandro Martinez-Millan Luis Santiago Jr. dit « Bobby »
- Sumalee Montano : Maria Casagrande Santiago
- Sonia Manzano (en) : Rosa Casagrande
- Ruben Garfias : Hector Casagrande
- Carlos Alazraqui : Carlos Casagrande / Sergio le perroquet
- Roxana Ortega : Frida Puga Casagrande / Carlitos Casagrande
- Alexa PenaVega : Carlota Casagrande
- Jared Kozak : Carlos Jr. Casagrande dit « C.J. »
- Alex Cazares : Carlino Casagrande dit « Carl »

#### Personnages récurrents
- Eugenio Derbez : Dr Arturo Santiago
- Leah Mei Gold : Sidney Chang dite « Sid »
- Ken Jeong : Stanley Chang
- Melissa Joan Hart : Becca Chang
- Lexi Sexton : Adelaide Chang

### Voix françaises
- Marie Facundo : Ronalda Anne Santiago (Ronnie Anne)
- François Creton : Roberto Alejandro Martinez-Millan Luis Santiago Jr. (Bobby)
- Leslie Lipkins : Maria Casagrande-Santiago
- Magali Rosenzweig : Rosa Casagrande
- Martial Le Minoux : Hector Casagrande / Sergio
- Olivia Dutron : Frida Puga-Casagrande / Mama Lupe
- Vincent de Boüard : Carlos Casagrande / Carlos Jr. Casagrande (C.J.)
- Frédérique Marlot : Carlino Casagrande (Carl) / Nikki
- Caroline Combes : Carlitos Casagrande / Casey
- Patricia Legrand : Carlota Casagrande / Sameer
- Patrice Dozier : Arturo Santiago / M. Nakamura / Pete / Vito
- Pauline Ziadé : Sidney Chang (Sid)
- Alan Aubert-Carlin : Capitaine Dave / Ernesto / Roméo
- Marion Peronnet : chœurs du générique

 Source et légende : version française (VF) sur RS Doublage

## Production

### Développement
La série a été annoncée lors du salon Nickelodeon Upfront 2018. Destinée à élargir l’univers de Bienvenue chez les Loud en introduisant de nouveaux personnages et lieux dans la ville, elle est produite par Karen Malach, Mike Rubiner étant le producteur exécutif et Lalo Alcaraz consultante culturelle[réf. nécessaire].
Le 2 juillet 2018, Nickelodeon annonce le lancement de la production de 20 épisodes de Los Casagrandes par Nickelodeon Animation Studio,.
Le 14 février 2019, il est annoncé que la diffusion de la série, rebaptisée The Casagrandes, démarrerait en octobre 2019,. Le 4 septembre 2019, la date du 14 octobre 2019 est précisée.
Le 19 février 2020, la série est renouvelée pour une deuxième saison.
Le 24 septembre 2020, la série est renouvelée pour une troisième saison.
Le 17 février 2022, Axios annonce que la série vient d'être annulée par Nickelodeon et ne sera pas renouvelée après la troisième saison, mais que les personnages réapparaîtront dans Bienvenue chez les Loud.

### Attribution des rôles
Le 7 mai 2019, il est annoncé que Eugenio Derbez, Ken Jeong, Melissa Joan Hart, Leah Mei Gold, Lexi Sexton et Russell Richardson avaient rejoint la distribution vocale,.

## Épisodes

### Première saison (2019-2020)
La première saison est diffusée aux États-Unis du 14 octobre 2019 au 25 septembre 2020 sur Nickelodeon, en Belgique du 26 juin 2020 au 24 janvier 2021 sur Nickelodeon Wallonie et en France du 31 août 2020 au 13 février 2021 sur Nickelodeon France.

### Deuxième saison (2020-2021)
La deuxième saison est diffusée aux États-Unis à partir du 9 octobre 2020 au 1er octobre 2021 sur Nickelodeon et en France à partir du 7 avril 2021 au 22 janvier 2022 sur Nickelodeon France[réf. nécessaire].

### Troisième saison (2021-2022)
La troisième saison est diffusée aux États-Unis du 10 septembre 2021 au 30 septembre 2022 sur Nickelodeon et en France du 7 mai 2022 au 1er décembre 2022 sur Nickelodeon France[réf. nécessaire].

## Accueil

### Audiences
| Saison | Début de saison   | Début de saison | Début de saison | Fin de saison     | Fin de saison   | Fin de saison |
| Saison | Date de diffusion | Téléspectateurs | Ref.            | Date de diffusion | Téléspectateurs | Ref.          |
| ------ | ----------------- | --------------- | --------------- | ----------------- | --------------- | ------------- |
| 1      | 14 octobre 2019   | 610 000         | [ 12 ]          | 25 septembre 2020 | 610 000         | [ 13 ]        |
| 2      | 9 octobre 2020    | 520 000         | [ 14 ]          | 10 septembre 2021 | 330 000         | [ 15 ]        |
| 3      | 17 septembre 2021 | 410 000         | [ 16 ]          | 30 septembre 2022 | 180 000         | [ 17 ]        |

Première saison (2019/2020)
| N  |     | Titre français            | Titre original                  |
| -- | --- | ------------------------- | ------------------------------- |
| 1  | 1a  | Le saut de trop           | Going Overboard                 |
| 1  | 1b  | Promenade en péril        | Walk Don't Run                  |
| 2  | 2a  | Un club pour deux         | The Two of Club                 |
| 2  | 2b  | La journée mère-fille     | Vacation Daze                   |
| 3  | 3a  | Tradition fantôme         | New Haunted                     |
| 3  | 3b  | Moi, j'y crôa             | Croaked                         |
| 4  | 4a  | Le chantage de Sergio     | Snack Pact                      |
| 4  | 4b  | L'horreur-scope           | The Horror-Scope                |
| 5  | 5a  | UN pirate dans la famille | Arrr in the Family              |
| 5  | 5b  | Le porte monnaie          | Finder Weepers                  |
| 6  | 6a  | Le stress des examens     | Stress Test                     |
| 6  | 6b  | Une nuit au zoo           | How to Train Yuur Carl          |
| 7  | 7   | Opération Papa            | Operation Dad                   |
| 8  | 8a  | Le Pizzaniversaire        | Flee Market                     |
| 8  | 8b  | Qui m'aime m'imite        | Copy Can't                      |
| 9  | 9a  | Chez Papa                 | Away Game                       |
| 9  | 9b  | El Cuccuy                 | Monster Cash                    |
| 10 | 10a | Tendance, tendance        | Trend Game                      |
| 10 | 10b | Autant en emporte Sergio  | This Bird Has Flown             |
| 11 | 11a | Rencontre avec une star   | V.I.P.eeved                     |
| 11 | 11b | Retour à l'école          | Senor Class                     |
| 12 | 12a | La Hamburguerre           | Fast Feud                       |
| 12 | 12b | Un ami pour Bobby         | Never Friendly Story            |
| 13 | 13a | La vie de couple          | Grandparent Trap                |
| 13 | 13b | Baile Folklorico          | Miss Step                       |
| 14 | 14a | Journée piscine           | Slink or Swim                   |
| 14 | 14b | Le grand refroidissement  | The Big Chill                   |
| 15 | 15a | Le serpent furtif         | Karma Chameleon                 |
| 15 | 15b | Le travail d'équipe       | Team Effort                     |
| 16 | 16a | Devine qui vient dîner    | Guess Who's Shopping For Dinner |
| 16 | 16b | Le nouveau colocataire    | New Roomie                      |
| 17 | 17a | Une famille modèle        | Mexican Maekover                |
| 17 | 17b | Un train d'enfer          | Uptown Funk                     |
| 18 | 18a | Concurrence familiale     | Bo Bo Bussiness                 |
| 18 | 18b | Soirée entre grands       | Blunder Party                   |
| 19 | 19  | La malédiction            | Cursed !                        |
| 20 | 20a | Une vie de chat           | What Love Gato Do whit It       |
| 20 | 20b | Mystère au parc           | Dial M. for Mustad              |

Deuxième saison (2020/2021)
| N° |     | Titre français                    | Titre orginal                |
| -- | --- | --------------------------------- | ---------------------------- |
| 1  | 1a  | Un vlog en vogue                  | The Kid in the Picture       |
| 1  | 1b  | Crise artistique                  | Archy Breaky Art             |
| 2  | 2a  | Camping au cimetière              | Fails from the Crypt         |
| 2  | 2b  | Poulet fantôme et poules mouillés | Bad Cuck                     |
| 3  | 3a  | Voyage de rattrapage              | Guilt Trip                   |
| 3  | 3b  | Des coupes qui décoiffent         | Short Cut                    |
| 4  | 4a  | Maman malgré lui                  | No Egrets                    |
| 4  | 4b  | Concert à tout prix               | Meal Ticket                  |
| 5  | 5a  | La chasse au trésor               | Fool's Gold                  |
| 5  | 5b  | Plan de vol                       | Flight Plan                  |
| 6  | 6   | Un Noël très Casagrandesque       | A Very Casagrandes Christmas |
| 7  | 7a  | Des entrées entre amis            | An Udder Mess                |
| 7  | 7b  | Traitement de défaveur            | Teacher's Fret               |
| 8  | 8a  | Le soulèvement des machines       | I, Breakfast Bot             |
| 8  | 8b  | Le duo des héros                  | Dynamic Do Over              |
| 9  | 9a  | Bienvenue chez Laird              | Home Improvement             |
| 9  | 9b  | Fashion Safari                    | Undivided Attention          |
| 10 | 10a | Le dojo de Par                    | Karate Chops                 |
| 10 | 10b | Les tacos rouges                  | Taco the Town                |
| 11 | 11a | Sauver la face                    | Saving Face                  |
| 11 | 11b | Le kart sur la main               | Matters of the Kart          |
| 12 | 12a | Opération Chancla                 | Chancla Force                |
| 12 | 12b | Roudoudou                         | Fluff Love                   |
| 13 | 13a | Le meilleure grand-père           | Battle of the Grandpas       |
| 13 | 13b | Le farciversaire                  | Prankaversary                |
| 14 | 14  | Le zoo-vetage                     | Zoo-mergency !               |
| 15 | 15a | Le pigeon de la farce             | Just Be Coo                  |
| 15 | 15b | Haut les clubs !                  | Tee'd Off                    |
| 16 | 16a | Lalo star                         | Lalo Land                    |
| 16 | 16b | Garde alterné                     | Maybe Sitter                 |
| 17 | 17a | La danse du fruit                 | Do the Fruit Shake           |
| 17 | 17b | Une équipe de choc                | Throwing Pains               |
| 18 | 18a | Le roi de la jongle               | Spin-Offf                    |
| 18 | 18b | El Raton                          | Tooth for Consequences       |
| 19 | 19  | Opération Popstar                 | Operation Popstar            |
| 20 | 20a | La nouvelle prof de sport         | Strife Coach                 |
| 20 | 20b | La commère                        | Gossipy Girl                 |

Troisième saison (2021/2022
| N° |     | Titre français                       | Titre original             |
| -- | --- | ------------------------------------ | -------------------------- |
| 1  | 1a  | Joue-là comme Abuelo                 | Bend It Like Abuelo        |
| 1  | 1b  | Les baos en folie                    | Bunstoppable               |
| 2  | 2a  | Piallier au nom de l'amour           | Squawk in the Name of Love |
| 2  | 2b  | Rendez-vous avec le destin           | Date With Destiny          |
| 3  | 3   | La malédiction du lutins des bonbons | Curse of the Candy Goblin  |
| 4  | 4a  | Règlement de compte au skatepark     | Skaters Gonna Hate         |
| 4  | 4b  | Gentil malgré lui                    | Born to Be Mild            |
| 5  | 5a  | Les membres du groupe                | The Bros in the Band       |
| 5  | 5b  | Un record à battre                   | For the Record             |
| 6  | 6a  | 15 bougies                           | 15 Candles                 |
| 6  | 6b  | Se faire avoir comme un bleu         | Rook, Line, & Slinker &    |
| 7  | 7   | Les pièces du malheur                | The Golden Curse           |
| 8  | 8a  | La danse de la discorde              | Let's Get Ready to Rumba   |
| 8  | 8b  | Perro Malo                           | Perro Malo                 |
| 9  | 9a  | Zizanie au zoo                       | Don't Zoo That             |
| 9  | 9b  | Petites dettes entre amis            | Maxed Out                  |
| 10 | 10a | Chute et rechute                     | Skatey Cat                 |
| 10 | 10b | Giboulés aztèques                    | Weather Beaten             |
| 11 | 11a | Course contre le robot               | Race Against the Machine   |
| 11 | 11b | Comme rat et chat                    | My Fair Cat Lady           |
| 12 | 12a | Bobby en mode survie                 | Survival of the Unfittest  |
| 12 | 12  | Hashtag mère-fille                   | Nixed Signals              |
| 13 | 13a | Basse Fidélité                       | Ay Fidelity                |
| 13 | 13b | Grand-père commère !                 | Cut the Chisme             |
| 14 | 14a | El Pollito                           | Sidekickin' Chiken         |
| 14 | 14b | Dispute et bouche cousue             | Silent Fight               |
| 15 | 15a | Plein les bots                       | Kick Some Bot              |
| 15 | 15b | Lalo Picasso                         | Salvador Doggy             |
| 16 | 16a | Soucis de saucisse                   | The Wurst Job              |
| 16 | 16b | L'intrus de la fanfare               | The Sound of Meddle        |
| 17 | 17a | Perfide Alpaga                       | Alpaca Lies                |
| 17 | 17b | La galère des étoiles                | Rocket Plan                |
| 18 | 18  | Fantôme en rogne                     | Phantom Freakout           |
| 19 | 19a | Le parrain                           | The Oddfather              |
| 19 | 19b | Arrivé à bon sport                   | Long Shot                  |
| 20 | 20a | Drôle d'oiseau                       | Flock This Way             |
| 20 | 20b | Ça va déménager !                    | Movers and Fakers          |

### Distinctions

#### Récompenses
- Daytime Emmy Awards 2020 : Meilleur générique pour une série d'animation[18]
- Imagen Awards 2020 : Meilleure jeune actrice de doublage (Izabella Alvarez (en))[19]

#### Nominations
- NAMIC VIsion Awards 2020 : Animation[20]
- Daytime Emmy Awards 2020 : Meilleure série d'animation pour enfants[21]
- Imagen Awards 2020 : Meilleure série d'animation pour enfants[19]